# Spencer Cox
Spencer James Cox (født 11. juli 1975) er en amerikansk advokat og politiker, der siden 2021 har været guvernør i Utah. Han er et moderat medlem af Det Republikanske Parti og var viceguvernør i Utah fra 2013 til 2021.
Cox er opvokset og bor i Fairview, Utah. Han blev valgt til byrådet i 2004 og til borgmester året efter. Efter at have ført tilsyn med den økonomiske udvikling i landdistrikterne i Fairview blev Cox valgt til amtsrådet i Sanpete County i 2008. Han blev valgt til Repræsentanternes Hus i Utah i 2012.
I oktober 2013 udpegede guvernør Gary Herbert Cox til ny viceguvernør efter at Greg Bell havde trukket sig tilbage fra posten; valget blev bekræftet enstemmigt af Utahs Senat. I 2016 blev Herbert og Cox genvalgt til henholdsvis guvernør og viceguvernør. I 2020 efter Herbert besluttede at trække sig tilbage, stillede op Cox til at blive Det Republikanske Partis kandidat til guvernørposten. Ved primærvalget besejrede den tidligere guvernør Jon Huntsman Jr., den tidligere formand for Republikanerne i Utah Thomas Wright og den tidligere formand for Repræsentanternes Hus i Utah Greg Hughes i primærvalget. Ved guvernørvalget besejrede han Demokraternes kandidat Chris Peterson.
Cox har beskrevet sig selv som en "centristisk, moderat, liberal republikaner", en holdning, der har givet ham kritikere på det republikanske partis højrefløj.

## Opvækst og uddannelse
Cox voksede op i Sanpete County og blev student fra North Sanpete High School. Han startede på Snow College i Ephraim, Utah. Mens han var student gennemførte han en mission til Mexico for Jesu Kristi Kirke af Sidste Dages Hellige. I den periode giftede han sig med sin kæreste fra high school, Abby, som også gik på Snow College. Efter at have taget en associate degree skiftede han til Utah State University (USU) i Logan, Utah hvor han blev bachelor i statskundskab. Han dimitterede fra USU med et maksimum karaktergennemsnit på 4,0.
Cox blev derefter optaget på Harvard Law School, men valgte at indskrive sig på Washington and Lee University School of Law i Lexington, Virginia. Han blev færdig som jurist (Juris Doctor) i 2001.